# Arnoglossus elongatus
Arnoglossus elongatus es una especie de pez de la familia Bothidae en el orden de los Pleuronectiformes.

## Morfología
• Pueden llegar alcanzar los 11 cm de longitud total.

## Distribución geográfica
Se encuentra en las  costas de Indonesia, Filipinas, norte de Australia y, posiblemente, en Taiwán.